# Tragedia de Jodynka

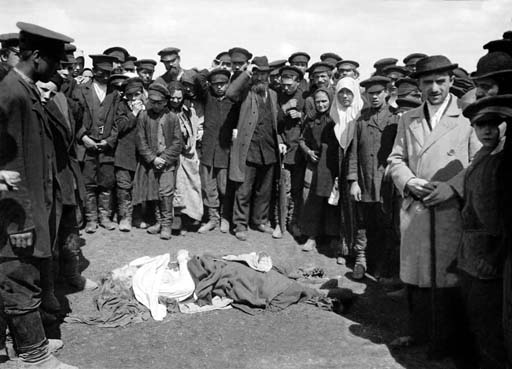
Víctima de la estampida humana.

La tragedia de Jodynka fue un episodio de histeria colectiva que tuvo lugar el 18 de mayo de 1896 en el Campo de Jodynka (Jodýnskoe pole) en Moscú durante las festividades que siguieron a la coronación del último zar ruso Nicolás II. Tuvo como resultado 1389 víctimas mortales por aplastamiento y 1300 heridos.

## Los eventos

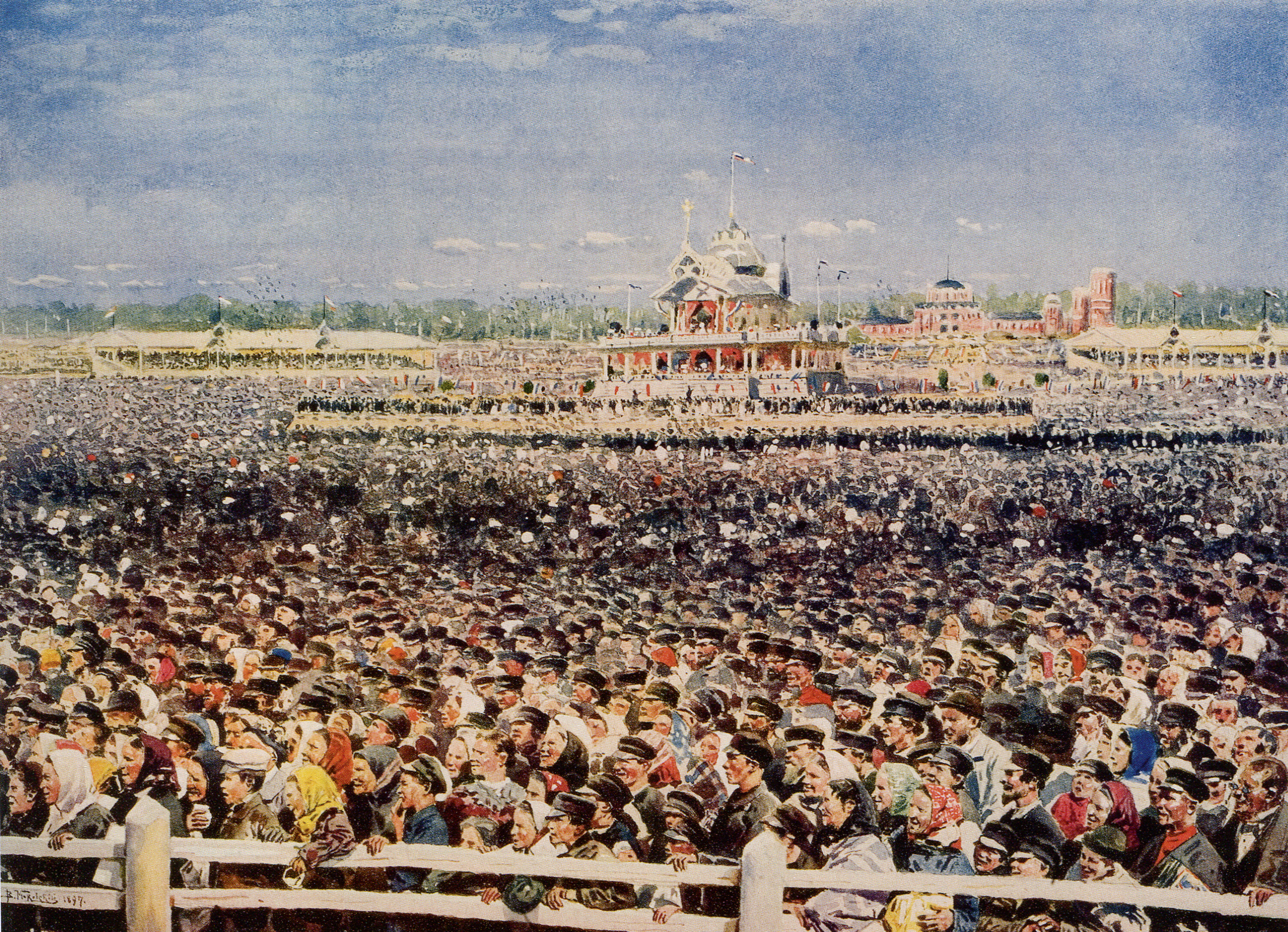
Fiesta popular en el campo de Jodynka en mayo de 1896.

Nicolás II fue coronado zar del Imperio ruso el 14 de mayo de 1896. Cuatro días más tarde, se realizaría un banquete para el pueblo en el campo de Jodynka. En el área se despejó una plaza donde se erigieron teatros, 150 bufés para la distribución de regalos y 20 pubs. Cerca de la plaza se encontraba un campo que tenía un barranco y varias grietas profundas.
En la noche del 17 de mayo, se empezaron a reunir las personas que habían oído rumores de que se distribuirían regalos por la coronación del zar (los obsequios que estaban dispuestos para ser entregados a todos eran un bollo de pan, una salchicha, pretzels, pan de jengibre y una taza conmemorativa). Alrededor de las 5 de la mañana del 18 de mayo, varios miles de personas (con estimaciones que sumaban hasta 500 000) ya se habían reunido en la plaza. De pronto, un rumor se propagó entre los asistentes de que no había suficiente cerveza o pretzels para todos, y que las tazas contenían una moneda de oro. Unos 1800 policías destacados en la zona no pudieron mantener el orden y el caos ocasionó el pánico que inició una estampida. La mayoría de las víctimas quedaron atrapadas en una zanja y allí perecieron pisoteadas o asfixiadas. Como resultado, 1389 personas fueron pisoteadas hasta la muerte y al menos otras 1300 terminaron heridas.
A pesar de la tragedia, el programa de festejos continuó como estaba previsto en el resto del campo, sin que mucha gente supiera lo que había pasado. El zar y la zarina hicieron una aparición ante la multitud en el balcón del Pabellón de Zar en el centro del campo a las dos de la tarde. Para entonces, las huellas del desastre ya se habían limpiado.